# دانی (بازیکن فوتبال، زاده ۱۹۸۲)
دانی (انگلیسی: Dani؛ زادهٔ ۳۰ ژانویهٔ ۱۹۸۲) بازیکن فوتبال اهل پرتغال است.
از باشگاه‌هایی که در آن بازی کرده‌است می‌توان به باشگاه فوتبال پاسوس ده فریرا، باشگاه فوتبال سی‌اف‌آر کلوژ، باشگاه فوتبال ایراکلیس ۱۹۰۸ و باشگاه فوتبال ویتوریا ستوبال اشاره کرد.